# Мара (певица)
Ма́ра Влади́мировна Кана́ (при рождении — Мари́на Влади́мировна Не́стерова; род. 25 ноября 1978 года, Москва) — российская рок-певица, музыкант, автор песен.

## Биография
Родилась 25 ноября 1978 года в Москве.
До 2000 года жила в подмосковной Ивантеевке, потом переехала в столицу. Окончила музыкальную школу по классу гитары. Первую песню написала в 1989 году.
Училась в Московском университете потребительской кооперации по специальности «Финансы и кредит. Банковское дело».
В 2003 году в эфире «Нашего радио» впервые прозвучала песня Мары «Самолёты», которая впоследствии несколько месяцев находилась в хит-параде «Чартова дюжина». После неё вышел трек «Дельфины». Наибольшую популярность певице принесла композиция «Холодным мужчинам», на которую был снят видеоклип. В этом же году выступила на фестивале «Нашествие» и выпустила свой первый альбом «Откровенность».
В 2005 году вышел второй альбом — «220V».
В 2008 году записала живой альбом «Unplugged».
В 2009 году вышел макси-сингл «Целуя сердце», в 2011 году — сингл «Япония», в 2012 году — «Головокружения/Я голосую за мэра-гея!».
В апреле 2012 года издан альбом «Два мира». В августе того же года сняла клип на песню «Арктика», съёмки которого проходили на полуострове Рыбачий на Крайнем Севере.
С 2014 года песни приобрели более жёсткий гитарный саунд и наполнились другими идеями: о любви к Родине, защите своей земли, пути воина, героях сегодняшнего дня, русском человеке. В лирике появились элементы, которые могут быть расценены, как имеющие отношения к националистическому идеологическому спектру. Певица исполнила песни о принципе «кровь и почва» («Русская звезда»), персонажами её песен стали «нечеловеки» («Всё горит»), в оформлении концертов, текстах песен и комментариях стал часто фигурировать символ «солнцеворот».
В апреле 2014 года состоялась премьера видеоклипа «Почувствуй разницу».
В 2015 году вышел альбом «Война и мир», предварённый синглами «Будет так» и «За мной».
В 2018 году вышел альбом «Русская звезда». 4 песни с него — «Русская звезда», «Всё  горит», «ОН» и «Правила боя» были выпущены до официального релиза в качестве синглов.
В январе 2020 года вышел сингл «Свет».
В 2022 году дала серию концертов для мобилизованных. Также была замечена в Крыму.

## Дискография

### Студийные альбомы
- 2003 — Откровенность
- 2005 — 220V
- 2012 — Два мира
- 2015 — Война и мир
- 2018 — Русская звезда

### Концертные альбомы
- 2008 — Unplugged
- 2013 — Почувствуй разницу

### Синглы
| Название           | Год  |
| ------------------ | ---- |
| Самолёты           | 2003 |
| Дельфины           | 2003 |
| Холодным мужчинам  | 2003 |
| Чё на чём          | 2004 |
| Angel Schlesser    | 2005 |
| Невзаимная любовь  | 2006 |
| Беда               | 2007 |
| Калевала           | 2008 |
| Целуя сердце       | 2009 |
| Лотосы             | 2010 |
| Япония             | 2011 |
| Головокружения     | 2012 |
| Арктика            | 2013 |
| Почувствуй разницу | 2014 |
| Будет так          | 2014 |
| За мной            | 2015 |
| Русская звезда     | 2017 |
| Свет               | 2020 |
| Панк-рок           | 2021 |
| Ты                 | 2021 |
| Русские люди       | 2023 |
| Твоим щитом        | 2024 |

#### Песни на «Нашем радио»
Некоторые песни Мары звучали в эфире «Нашего радио» и попадали в хит-парад «Чартова дюжина».
| Песня              | Год       | Недель в Чартовой дюжине | Высшая позиция |
| ------------------ | --------- | ------------------------ | -------------- |
| Самолёты           | 2003      | 11                       | 7              |
| Дельфины           | 2003      | 6                        | 5              |
| Холодным мужчинам  | 2003      | 11                       | 4              |
| Чё на чём          | 2004-2005 | 14                       | 6              |
| Angel Schlesser    | 2005      | 2                        | 10             |
| Невзаимная любовь  | 2006      | 4                        | 6              |
| Беда               | 2007      | 5                        | 7              |
| Калевала           | 2008      | 12                       | 5              |
| Целуя сердце       | 2009      | 3                        | 11             |
| Япония             | 2011      | 4                        | 10             |
| Головокружения     | 2012      | 5                        | 7              |
| Арктика            | 2013      | 3                        | 10             |
| Почувствуй разницу | 2014      | 3                        | 8              |
| За мной            | 2015      | 3                        | 9              |

## Видеоклипы
1. Холодным мужчинам (2003)
2. Для тебя (2003)
3. Чё на чём (2005)
4. Лотосы (2011)
5. Япония (2011)
6. Арктика (2012)
7. Почувствуй разницу (2014)